# ISO 80000-2
ISO 80000-2:2009是由国际标准化组织制定的标准，用以描述数学记号和符号，取代 ISO 31-11。该标准全称为《量及單位－第2部：自然科學及技術之數學記號及符號》，是ISO/IEC 80000的一部分。
相对ISO 31-11，该标准加入了一些基础内容，例如：
- 加入了取实数整数部分的运算{\displaystyle \operatorname {int} a}和取小数部分的运算{\displaystyle \operatorname {frac} a}；
- 加入了质数集P，也记作ℙ或 {\displaystyle \mathbb {P} }。